# PubSub (sitio web)
PubSub.com fue un motor de búsqueda de tipo «búsqueda prospectiva» que permitía buscar en blogs, comunicados de prensa, Usenet, alertas sísmicas del USGS, presentaciones ante la SEC y datos de retrasos de vuelos de la FAA.
El sitio, fundado en 2002 por Bob Wyman y Salim Ismail, operaba almacenando el término de búsqueda de un usuario, convirtiéndolo en una suscripción y comparándolo con publicaciones en blogs que notificaban al motor de búsqueda. Cuando se encontraba una coincidencia nueva, el usuario era notificado, incluso si esto ocurría meses después de la búsqueda inicial. Esta funcionalidad llevó a PubSub a autodenominarse un «motor de coincidencias».
Los resultados podían leerse en el sitio web del servicio o a través de una barra lateral opcional, disponible tanto para Internet Explorer como para Mozilla Firefox, desarrolladas por Malcolm Pollack y Duncan A. Werner, respectivamente, o mediante RSS. Los resultados también podían enviarse a sistemas remotos a través de APIs RESTful, correo electrónico o XMPP.

## Problemas financieros
PubSub enfrentó dificultades en 2006, como se señaló en una entrada de blog de Bob Wyman, y el proyecto cesó sus operaciones.
Nuestros días están contados. Un intento reciente de concretar una fusión fue bloqueado y se nos ha impedido obtener financiación de capital que nos permitiría seguir pagando salarios y saldar nuestra deuda de 3 millones de dólares. Por tanto, «cerraremos nuestras puertas» pronto si no encontramos a alguien que nos saque de esta situación. Las personas con acceso rápido a capital y con interés en algunas de las mejores tecnologías de la industria deberían contactarnos de inmediato…
El sitio web de PubSub estuvo fuera de línea desde el 15 de enero de 2007 hasta el 15 de agosto del mismo año. Sus activos fueron adquiridos por Something Simpler, una empresa que planeaba relanzar el sitio como una versión más accesible de Yahoo! Pipes. Something Simpler también tenía planes de lanzar una aplicación para Facebook similar a las barras laterales originales de PubSub.
Desde el 18 de noviembre de 2009, PubSub v2.0 volvió a estar disponible públicamente. Sin embargo, cesó sus operaciones en agosto de 2013.